# Höviksnäs
Höviksnäs est une localité de Suède située dans la commune de Tjörn du comté de Västra Götaland. Elle couvre une superficie de 1,3 km2. En 2010, elle compte 1 309 habitants.